# Nowiczoki
Nowiczoki (ros. новичо́к – nowicjusz), związki serii A – grupa bojowych środków trujących o działaniu paralityczno-drgawkowym, które miały zostać wynalezione w ZSRR w latach 70. XX wieku, a następnie być badane i produkowane do wczesnych lat 90. Ich struktury chemiczne, właściwości i działanie są nieznane, pozostają niepotwierdzone bądź są wyłącznie przypuszczeniami. Toksyczność nowiczoków opisywana jest jako kilkukrotnie większa od działania VX, jednak nie ma opublikowanych wyników badań naukowych to potwierdzających. W marcu 2018 Wielka Brytania oskarżyła Rosję o użycie nowiczoka do otrucia byłego rosyjskiego wywiadowcy Siergieja Skripala. Tym samym środkiem miał zostać zatruty Aleksiej Nawalny w sierpniu 2020 roku.

## Historia
Pierwsze informacje o tej grupie związków pojawiły się na krótko przed podpisaniem przez Rosję Konwencji o zakazie broni chemicznej za sprawą dwóch rosyjskich dysydentów – Lwa Fiodorowa i Wiła Mirzajanowa. Ich doniesienia, jak również informacje dwóch innych dysydentów (Władimira Uglewa i Andrieja Żelazniakowa) oraz dane dostępne w literaturze i w Internecie są jednak niedokładne i o niepewnej wiarygodności, a czasami również sprzeczne bądź nieprawdziwe. Większość dostępnych informacji o nowiczokach pochodzi od Mirzajanowa, nie są jednak potwierdzone przez niezależne i wiarygodne źródła (naukowe), a część jego wypowiedzi była podważana przez innych autorów.
Rosjanie nie ujawnili posiadania bądź prac nad nowiczokami ani podczas rozmów dwustronnych ze Stanami Zjednoczonymi Ameryki, ani też przystępując do Konwencji o zakazie broni chemicznej. Dementowali również wszelkie informacje dotyczące nowiczoków, które były podawane przez Mirzajanowa bądź inne osoby. Mirzajanow i Uglew zostali oskarżeni o zdradzenie tajemnicy państwowej (Mirzajanow był aresztowany), jednak ostatecznie oskarżenia zostały wycofane, a Mirzajanow wyjechał do Stanów Zjednoczonych Ameryki w 1995 roku. W 2008 roku wydał autobiograficzną książkę State Secrets: An Insider’s Chronicle of the Russian Chemical, w której m.in. wskazał domniemane struktury chemiczne nowiczoków.

### Program „Foliant”
Pomysł stworzenia wyjątkowo toksycznych środków paralityczno-drgawkowych miał pojawić się w Związku Radzieckim w latach 50., jednak wskutek odkrycia związków serii V, prace zostały przekierowane na badania tej grupy związków. Dopiero w latach 70. miano wrócić do tego pomysłu – rozpoczęty w latach 1973–1974 (według innych źródeł dopiero w latach 80.) program „Foliant” miał na celu opracowanie wysokotoksycznych środków w postaci broni unitarnej i binarnej, które byłyby niewykrywalne przez ówcześnie stosowane detektory, miałyby zdolność penetracji masek przeciwgazowych i innych środków ochronnych, a także możliwe byłoby ich otrzymanie z substancji nie objętych nadzorem międzynarodowym.
Pierwszym nowiczokiem przyjętym w Siłach Zbrojnych ZSRR (w 1988 roku) miał być A-230, produkowany w zakładach w ZATO Wolsk-18. W Wolsku-18 produkowane miały być również A-232 i jego prekursor nowiczok-5, które jednak miały nie sprostać wymaganiom wojska, mimo wyjątkowej toksyczności A-232, pożądanych właściwości fizycznych (stan ciekły w niskich temperaturach) i możliwości produkcji w cywilnych fabrykach z substancji w większości niepodlegających pod zapisy konwencji. Trzecim nowiczokiem miał być A-234. Mirzajanow podawał również informacje o innych nowiczokach: substancji 33 i substancji 84. O drugim z nich nie ma informacji, natomiast pierwszy – według Mirzajanowa – miał być produkowany w Nowoczeboksarsku w ilości ok. 15 tysięcy ton, zostać użyty przez Irak w czasie I wojny w Zatoce Perskiej i być przyczyną syndromu wojny w Zatoce Perskiej. Taka hipoteza nie znajduje potwierdzenia. Mirzajanov wskazał również, że substancja 84 i A-232 miały być testowane w ośrodku badawczym w Nukus w Karakałpacji, dokąd miały być przywożone z fabryki w Wołgogradzie.
Nowiczoki miały być produkowane aż do wczesnych lat 90. i zostać zniszczone w latach 1994–1995 na poligonie w Szychanach (Wolsk-18), choć Mirzajanow nie był pewien, czy zniszczono cały zapas tych środków. Według Władimira Petrenki, rosyjskiego żołnierza, w tym samym miejscu miały odbywać się w 1982 roku testy broni chemicznej (uważa on, że był to nowiczok A-232), które były przeprowadzane na kilkudziesięciu żołnierzach, w tym na nim samym.

### Inne spekulacje
Według doniesień prasowych z lat 90. generał Anatolij Kuncewicz miał być odpowiedzialny za sprzedaż do Syrii i Iranu rosyjskiej technologii produkcji VX i nowiczoków. Pisano również o możliwym przekazywaniu tej technologii do Iraku. W 2002 roku pojawił się artykuł dotyczący rzekomej fabryki nowiczoków A-232 i A-234 w Hawanie na Kubie.
Niektóre źródła wskazują na istnienie spekulacji łączących nowiczoki z domniemaną amerykańską operacją „Shocker”, która miała być działaniem dezinformacyjnym wymierzonym w Związek Radziecki. W latach 60. i 70. Amerykanie mieli przekazać Rosjanom kilka tysięcy sfałszowanych dokumentów dotyczących badań nad fosforoorganicznymi środkami paralityczno-drgawkowymi. Celem było sprowokowanie Rosjan do zainwestowania w te zmanipulowane pomysły – i tym samym zmarnowania – środków w prowadzenie badań. Spekulacje zaś dotyczą tego, że amerykańska operacja i przekazane dokumenty mogły korzystnie wpłynąć na opracowanie przez Związek Radziecki nowiczoków.

### Wykorzystanie nowiczoków
W marcu 2018 roku Wielka Brytania oskarżyła Rosję o wykorzystanie nowiczoku do otrucia Sergieja Skripala, byłego brytyjskiego agenta wywiadu, oficera GRU, i jego córki Julji Skripal. Identyfikacji substancji jako nowiczoku mieli dokonać eksperci z Porton Down. Rosja odcięła się od tych zarzutów. 3 kwietnia 2018 specjaliści z Defence Science and Technology Laboratory opublikowali wyniki badań potwierdzające, że osoby te zostały otrute nowiczokiem.
W sierpniu 2020 roku został otruty Aleksiej Nawalny. 2 września tego samego roku niemiecki rząd poinformował, że do otrucia Nawalnego użyto tej samej substancji, co w przypadku Siergieja Skripala.

## Nazewnictwo
W dostępnej literaturze nie ma zgodności w kwestii nazewnictwa tej grupy środków trujących. Biorąc pod uwagę, że związki te miały być używane w postaci binarnej, w publikacjach opisywane są zarówno poszczególne składniki (prekursory), jak również same środki paralityczno-drgawkowe. Przeważnie określenia „nowiczoki” używa się zarówno do nazwania środków paralityczno-drgawkowych tej grupy, jak również do nazwania binarnej broni chemicznej (całego układu, w którym środek paralityczno-drgawkowy ma dopiero powstać). Jednakże nie ma to odzwierciedlenia w nazewnictwie poszczególnych związków chemicznych – te mające w nazwie „nowiczok” są prekursorami środków trujących (składnikami broni binarnej), a poszczególne środki paralityczno drgawkowe określane są symbolem „A” z numerem (stąd też nazwa „związki serii A”). Grupa ta określana jest również jako bojowe środki trujące czwartej generacji (FGA, ang. fourth generation agents) bądź NTA (ang. non-traditional agents). W 2018 roku pojawiło się również określenie „związki serii N” (ang. N-series agents).

## Proponowane struktury chemiczne i właściwości
Nie ma w literaturze żadnych danych dotyczących stabilności bądź trwałości związków z tej grupy, a dokładna struktura któregokolwiek z nowiczoków nie została potwierdzona. Związki te mają odróżniać się od typowych środków paralityczno-drgawkowych m.in. brakiem wiązania P−C (nie są więc związkami fosforoorganicznymi). W literaturze pojawiają się różne proponowane struktury nowiczoków. Prawdopodobne jest, że nowiczoki mają ugrupowanie −O−N=C(−X)−Y (gdzie X i Y mogą być atomami chloru, bromu, fluoru, ale także pseudohalogenem, jak −CN). Steven Hoenig podaje kilka takich struktur zarówno dla nowiczoków, jak i dla ich prekursorów (będących przypuszczeniami na podstawie struktur nowiczoków i dostępnych w literaturze możliwych dróg syntezy). W publikacji D. Hanka Ellisona znajduje się kilkadziesiąt możliwych struktur nowiczoków i ich prekursorów. Leszek Konopski wskazuje również inną możliwą strukturę, w której atom fluoru związany z atomem fosforu zastąpiony jest ugrupowaniem dialkiloamidowym (analogicznym do obecnego w tabunie), podaje również, że prowadzone były badania nad związkami posiadającymi podstawniki Cl−C≡C− czy N≡C−C≡C− (zamiast Cl−CR1
H−CR2
H−), jak również różne atomy halogenów bądź pseudohalogeny. Jiri Bajgar opisuje strukturę, w której do centralnego atomu fosforu przyłączona jest podstawiona grupa imidoamidowa. W 2016 roku grupa irańskich naukowców opublikowała pracę opisującą widma masowe i ścieżki fragmentacji analogu związku określanego przez Mirzajanowa jako nowiczok A-242 oraz kilku jego pochodnych.

Przykłady proponowanych struktur wybranych nowiczoków

## Otrzymywanie

### Synteza według Hoeniga (2007)
Możliwą drogę syntezy nowiczoków A-230, A-232 i A-234 opisuje Steven Hoenig. W pierwszym etapie nowiczok-# reaguje z odpowiednim prekursorem tworząc cykliczny ester oksymu, w którym atom fosforu jest pięciowiązalny.
W temperaturze poniżej zera związek ten jest stabilny, jednak podczas ogrzewania następuje otwarcie pierścienia z przeniesieniem atomu chloru i powstaje odpowiedni nowiczok:
Wydajność tej reakcji wynosi ok. 30–60%.

### Synteza według Hosseiniego i wsp. (2016)
W 2016 roku grupa irańskich naukowców opublikowała pracę, w której – wraz z opisem analizy spektrometrycznej kilku związków – podała także laboratoryjną metodę ich syntezy. Podstawowym związkiem opisanym w pracy był analog związku opisanego przez Mirzajanowa jako nowiczok A-242 (w porównaniu do A-242 miał on podstawniki metylowe zamiast etylowych przy atomach azotu). Otrzymany został poprzez zmieszanie roztworu difluorku metylofosfonowego w dichlorometanie z roztworem tetrametyloguanidyny w trietyloaminie (TEA) i dichlorometanie. Całość była mieszana przez 30 minut w temperaturze 0–5 °C, a powstały osad odfiltrowany.
Scharakteryzowano również kilka pochodnych tego związku, w których zamiast atomu fluoru podstawione były grupy O-alkilowe (metylowa, etylowa, izopropylowa) i O-arylowe (fenylowa i 2,5-dimetylofenylowa). Zostały one otrzymane poprzez wkraplanie roztworu wcześniej opisanego związku w dichlorometanie do uprzednio przygotowanego roztworu odpowiedniego alkoholu (ROH) i wodorku sodu (NaH) w tym samym rozpuszczalniku, z jednoczesnym mieszaniem przez 2 godziny w temperaturze 0–5 °C. Powstały osad był następnie odfiltrowany.

## Działanie
Nie istnieją żadne badania opisujące działanie toksyczne nowiczoków, natomiast według niepotwierdzonych badaniami informacji z różnych źródeł niektóre nowiczoki mogą być kilkukrotnie silniejsze od znanych środków paralityczno-drgawkowych (np. od VX). Ogólne objawy zatrucia nowiczokami mogą być podobne do objawów przy zatruciach innymi związkami paralityczno-drgawkowymi i obejmować m.in. silny katar, ucisk w klatce piersiowej i trudności z oddychaniem, zaburzenia widzenia i miozę, skurcze, drgawki, mimowolne wypróżnianie się i nietrzymanie moczu, ból głowy, uczucie oszołomienia, dezorientacji, senność czy śpiączka. Zatrucie może prowadzić do zatrzymania oddechu i śmierci.
Mechanizm działania nowiczoków ma polegać nie tylko na inhibicji acetylocholinoesterazy (AChE), ale również wywoływania nieodwracalnej neuropatii, przez co leczenie tradycyjnymi odtrutkami na środki paralityczno-drgawkowe ma być mało skuteczne. Nie istnieją również dane dotyczące możliwych środków ochrony indywidualnej bądź metod odkażania. Z uwagi na podobieństwo nowiczoków do innych środków paralityczno-drgawkowych przypuszcza się, że nowiczoki mogą rozkładać się pod wpływem wysokiego pH. Z tego powodu możliwymi substancjami odkażającymi są m.in. roztwory zasadowe (np. minimum 10% roztworów wodorotlenku sodu lub węglanu sodu), podchloryny, zasadowe roztwory nadtlenków (np. roztwór wodorowęglanu sodu, etanolu i 30–50% nadtlenku wodoru). Skuteczny może być również pakiet RSDL. Badania nad nowiczokami w kontekście obrony przeciwchemicznej prowadzone są prawdopodobnie w Stanach Zjednoczonych, choć żaden dokument nie wymienia ich bezpośrednio.

## Aspekty prawne
Nowiczoki nie były do 2020 roku uwzględnione w żadnym z wykazów Konwencji o zakazie broni chemicznej. Literatura wymienia co najmniej dwa powody tego stanu. Jednym z nich jest fakt, że Rosja nigdy nie przyznała się do opracowania lub produkcji nowiczoków. Jednak z drugiej strony istniała także obawa, że uwzględnienie nowiczoków w konwencji spowodowałoby ujawnienie ich dokładnej struktury chemicznej, przez co mogłyby zostać wyprodukowane przez inne państwa czy organizacje terrorystyczne. Doradcza Rada Naukowa Organizacji ds. Zakazu Broni Chemicznej w 2011 i w 2013 roku wskazywała, że nie ma żadnych niezależnych źródeł potwierdzających istnienie nowiczoków lub ich właściwości, a część związków chemicznych wskazanych przez Mirzajanowa w jego książce podlegałaby bezpośrednio pod zapisy konwencji. Mimo braku wyraźnego wymienienia nowiczoków w wykazach konwencji przed 2020 rokiem, mogły być one uznane za broń chemiczną w rozumieniu tej konwencji na podstawie tzw. kryterium celu ogólnego (ang. general-purpose criterion). Pojęcie to nie jest wymienione w samej konwencji, jednak jest powszechnie akceptowane i wynika z samych jej zapisów – według których bronią chemiczną jest każda substancja toksyczna, stosowana do celów innych niż dozwolone przez konwencję.
W listopadzie 2019 roku na 24. konferencji państw stron Konwencji o zakazie broni chemicznej podjęto, po raz pierwszy w historii tej konwencji, decyzję o zmianie wykazu broni chemicznej. Zgodnie z poprawkami zgłoszonymi przez Stany Zjednoczone, Kanadę i Holandię oraz przez Rosję, do wykazu I dodano szereg substancji, z których przynajmniej część jest uważanych za nowiczoki. Zmiany weszły w życie 7 czerwca 2020 roku.